# Gábriel Ferenc

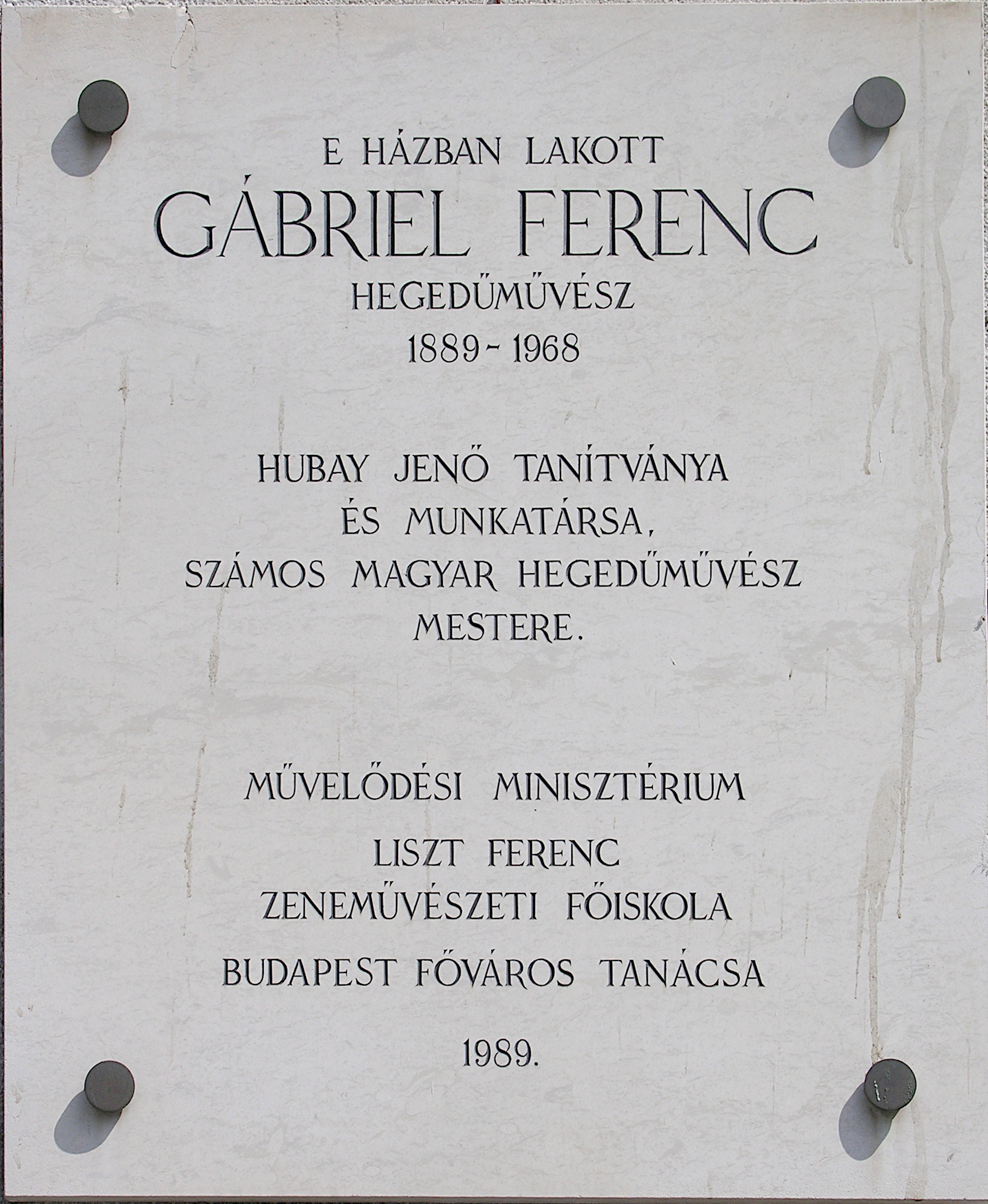
Gábriel Ferenc emléktáblája

Gábriel Ferenc (Budapest, 1889. január 2. – Budapest, 1968. május 29.) magyar hegedűművész, főiskolai tanár.

## Életpályája
Édesapja, Gábriel Antal (1864–1936) bányatisztviselő, édesanyja Hollmann Antónia volt. Budapesten a Zeneakadémián Hubay Jenő volt a mestere. 1909-ben szerezte meg hegedűtanári oklevelét. Rövid ideig Párizsban képezte tovább magát. Ezután a Hofoper koncertmestereként négy évet töltött a németországi Dessauban. Miután hazatért, a Hubay-vonósnégyes másodhegedűseként szerepelt. 1922 és 1959 között a Zeneművészeti Főiskola tanára volt a hegedűtanszakon. Kamarazenét is tanított és egy időben ő vezette a vonósfőtanszakot is.
1919. május 17-én Budapesten házasságot kötött Kraus Renée Éva Máriával.

## Ismertebb tanítványai
- Gyarmati Vera
- Halász Ferenc
- Hidi Péter
- Kutasi Margit
- Martzy Johanna
- Varga Tibor
- Vermes Mária

## Díjai, elismerései
- Munka Érdemrend
- Aranydiploma